# Pamina Sebastião
Pamina Sebastião (Luanda, 31 de janeiro de 1988), é artivista visual multidisciplinar de Angola. Seu premiado trabalho envolve escrita, audiovisual, fotografia e colagem em perspectiva decolonial e sócio-imaginativa.
Além de artista, Pamina é jurista e mestre em Direito Internacional e Relações Internacionais. Seus pronomes são elu, delu.

## Biografia
Pamina teve formação na área do Direito, mas reestruturou sua carreira a modo a priorizar a vida em vez do trabalho, rejeitando o sistema capitalista.

### Movimento social
Co-fundou o colectivo feminista LBTIQ chamado Arquivo de Identidade Angolano. Além disso, junto a Jaliya The Bird, co-fundou WikiLuanda, coletivo de edição na Wikipédia. Fez parte da Ondjango feminista e do projecto LINKAGES.

### Pesquisa
Sua pesquisa traz reflexões coletivas sobre o trauma colonial e o caminho para a descolonização como uma forma não apenas de desmontar o corpo como um lugar de inscrição, mas também de propor novos lugares de cuidado. Assim, explora a construção de um imaginário no qual outras formas de existência corpórea são possíveis.

### Premiações
Recebeu o prémio do fundo Prince Claus por seu trabalho sobre justiça racial, equidade de gênero, e expressão queer, dentro das disciplinas de pesquisa artística, performance e arte visual.

## Ligações Externas
- Taboom Media | Pamina Sebastião fala sobre Artivismo para a mudança com (Artivism for Change with)